# Sauce gribiche
La sauce gribiche est faite d'œufs durs, les jaunes émiettés et les blancs coupés en petits cubes, de moutarde, puis montée avec de l'huile, vinaigrée et enfin relevée de fines herbes (cerfeuil, estragon, ciboulette, câpres, cornichons, et parfois échalote, persil, oignon blanc, ail, etc.).
Elle n'est pas à base de mayonnaise, comme on le lit parfois, la  mayonnaise utilisant le jaune d'œuf cru.

## Origine incertaine du nom
Gribiche est depuis le XVIIe siècle un prénom masculin ou féminin. Sous la révolution française (1797), Mère Gribiche est une figure de la littérature anticléricale (Les Putains cloitrées) et plus tard synonyme de femme entretenue, prostituée (1849) mauvaise femme, sens qu'il conserve dans la langue locale genevoise et en patois normand. En 1852 : « Gribiche signifie 1° Femme ou fille maligne, méchante, pie-grièche 2° et plus souvent, Fille ou femme de mœurs dissolues. En Normandie, vieille femme méchante dont on fait peur aux enfants ».
Dans les décennies suivantes les personnages caricaturaux avec le nom de Gribiche se multiplient, au Théâtre de marionnettes des Tuileries (1863), dans La Rue (1867), La comtesse Gribiche (1867), la pièce d'Amélie Perronet Catiche et Gribiche, deux jeunes paysannes (1870), dans Une Gaillarde (1871) Paula Gribiche - femme entretenue -. En même temps, le mot devient un nom commun désignant un bonnet de nuit féminin (1865), un système de fermeture de dossiers ou de carnets (1871). C'est pendant le succès de Catiche et Gribiche qu'apparait dans les menus le saumon (froid) sauce Gribiche.
Nul ne sait le lien entre la sauce et les différents sens de Gribiche, usuels à l'époque, toujours est-il que le saumon sauce gribiche figure dans le repas donné à l'occasion de la centième d'une pièce de théâtre à l'Athénée en 1881, et en 1855, au repas de Gil Blas auquel assistent auteurs et comédiens. Comme les œufs Toupinel un lien avec l'univers du théâtre, bien vivant à l'époque, n'est pas invraisemblable.

## Histoire
Comparée aux anciennes sauces tartare (XVIe siècle), ravigote et piquante (XVIIe siècle) ou rémoulade (XVIIIe siècle), la sauce gribiche apparait tard, vers 1880, dans les textes français numérisés, 1881 dans la presse (avec du saumon, puis avec des rougets à partir de 1896), et devient fréquente dans les menus à compter de 1896 elle décline à partir de 1940. Le mot gribiche seul n'apparaît qu'à partir de la fin XVIIIe siècle. Jules Gouffé qui donne sept recettes de tête de veau ne mentionne pas la sauce gribiche. À la différence des anciennes sauces, la recette de la sauce gribiche varie peu.

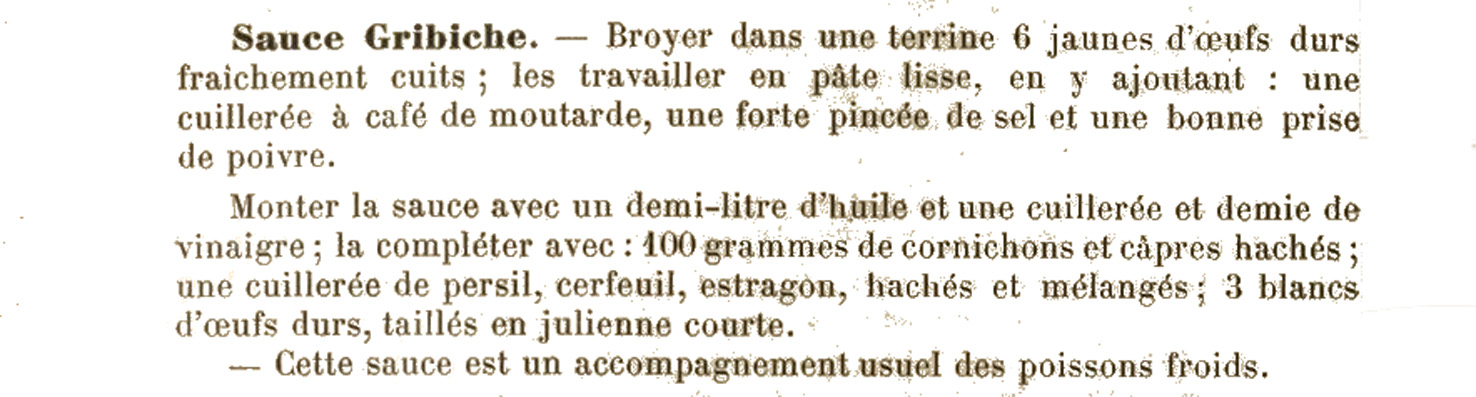
Recette de la sauce Gribiche dans Le Guide Culinaire d'Auguste Escoffier - 1912. Source BnF.

Seconde spécificité, cette sauce n'est pas héritée de la tradition des grands chefs classiques et de la gastronomie aristocratique ou bourgeoise. C'est une sauce de restaurant, synonyme de vinaigrette (la première mention de la tête de veau à la vinaigrette en 1872, précède de loin celle de la tête de veau sauce gribiche en 1924 à l'Hôtel de Bayonne), qu'on sert longtemps uniquement froide sur peu de mets: saumon, langouste. Prosper Montagné écrit qu'elle appartient au vieux fond culinaire parisien.
La première recette (1895) dans le courrier des lecteurs du journal Le pot au feu, est une recette de ravigote : il y manque l'œuf dur (sauce gribiche : cornichons, câpres, persil, estragon, cerfeuil, ciboulette, le tout haché très fin; délayer avec très peu de vinaigre et assez d’huile), même chose dans Le Figaro en 1901. Escoffier (1903) donne le premier la recette qui restera inchangée : « Gribiche : 6 jaunes d'œufs durs broyés en terrine avec 1 cuillerée à café de moutarde, sel et poivre. Monter en mayonnaise avec un demi-litre d'huile et compléter avec 1 cuillerée de persil, cerfeuil et estragon hachés, 100 grammes de câpres et cornichons hachés, et 3 blancs d'œufs durs et julienne courte. - Accompagne les poissons froids principalement».
Joseph Favre en 1893 la met à son rang: « Gribiche (Sauce). Nom que l'on a donné dans les restaurants à une sorte de rémoulade » et Proust rapporte le peu d'estime de la grand tante du narrateur pour Swann en écrivant: « On ne se gênait guère pour l'envoyer quérir dès qu'on avait besoin d'une recette de sauce gribiche ou de salade à l'ananas pour des grands dîners où on ne l'invitait pas ». Le sens populaire est conservé dans le film de Jacques Feyder, Gribiche enfant pauvre (1926).
En 2022, une pénurie de moutarde a été vécue comme une grave privation à Lyon, les cuisiniers étaient contraint de modifier la recette de la sauce Gribiche.

## Utilisation

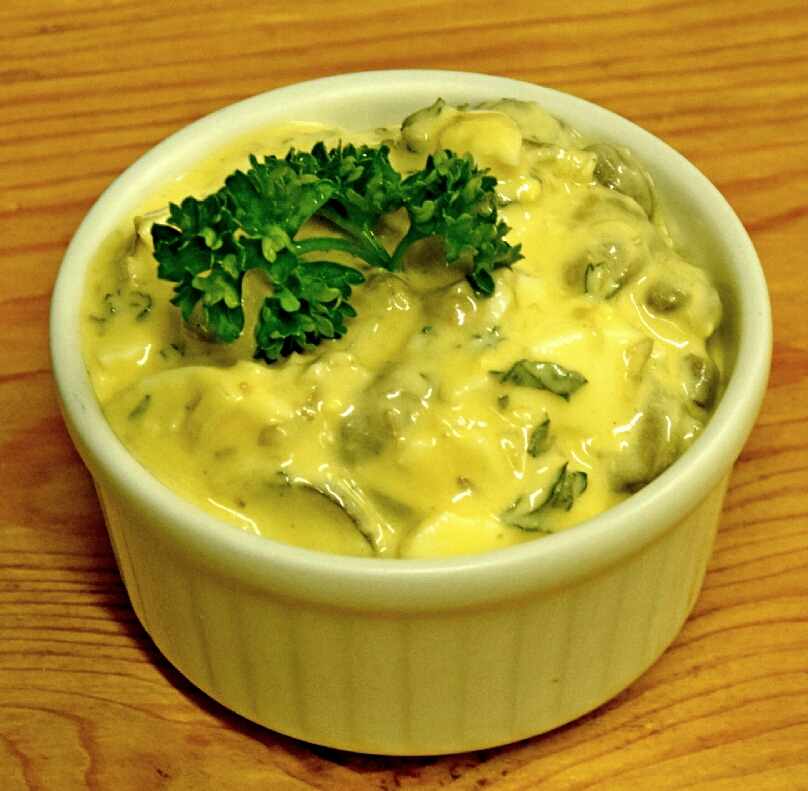
La rémoulade est à base de mayonnaise, la gribiche à base d'œuf cuit dur.

Elle sert d'accompagnement comme la vinaigrette, la rémoulade ou la ravigote. Le jarret de porc accompagné de légumes cuits à la vapeur, le pot-au-feu, à Lyon le tablier de sapeur. Elle accompagne traditionnellement les poissons froids, tranches de saumon ou la truite (y compris fumé), de merlu, ou chaud (goujonnettes de sole) et chez les modernes les coquilles Saint-Jacques, et enfin les légumes : endives grillées, chou-fleur, le concombre, les asperges, les artichauts. A. Bautte donne une recette d'œufs durs en salade sauce gribiche.

### Les variantes
La variante la plus commune est la gribiche avec pour seule herbe la ciboulette chez Paul Bocuse (1982), ciboulette ou persil chez Jérôme Ferrer (2008)

### Tête de veau sauce gribiche
À l'origine la tête de veau vinaigrette est fréquente. Michel Maincent-Morel (2015) retient la tête de veau sauce ravigote (tête de veau servie chaude avec sauce servie froide) et les alternatives aïoli, gribiche, rémoulade, tartare, Vincent. Le goût pour la gribiche avec la tête de veau apparaît dans l'est de la France en 1911 à Chaumont, Crémerie Chopin (et aussi en 1925), en Alsace, en 2010 le Puldo Alsace signale toujours à Mulhouse une tête et langue de veau gribiche, «cuisine ménagère ciselée par un grand chef». En novembre 1925, elle est le plat du jour obligatoire de tous les restaurants dijonnais pendant la Foire gastronomique.

#### Jacques Chirac
C'est à partir de 1952 que le plat devient une mode, Jean Dutour (1989) écrit : « Et moi avec des huîtres, de la tête de veau sauce gribiche et du pouilly. Rien de tel qu'un bon souper pour vous remettre les idées en place », un plat de bistrot, de Routier (2015). Wanda Bannour (1985) commet un anachronisme en la mettant dans la bouche de Jules Goncourt . L'engouement est à son comble en 1995 avec l'élection de Jacques Chirac ; en effet le président ne cache pas son goût pour la tête de veau gribiche, dont il a consommé d'énormes quantités - on lui en servait partout . Sur la place de Sarran, à côté du Musée Jacques Chirac, le restaurant sert toujours (2021) de la tête de veau gribiche. Le président Pompidou l'appréciait lui aussi mais son nom est resté attaché au bœuf aux carottes.
Le vin ne gagne rien à la rencontre de la tête de veau gribiche (ou ravigote) écrit J-L Delpad en 2008, il conseille un «vin correctement banal», un blanc sec.

## Anthologie
- Alexandre Dupré, Notice sur les poésies inédites de Me Forest, procureur vendômois, Vendôme (1867)[61]. La gribiche comme bonnet féminin:

« Je fus ravy de voir les précieux habits
Des dames de Vandosme, avecques leurs rubis,
Du plus rare brocard de Paris revestues;
Les coiffes, sur le front proprement rabattues, 
Les gribiches de point, faictes à double rang,
Estoient de ce beau sexe un aimable ornement. »

- Tante Rosalie. Le Petit Troyen, 14 août 1938[62]

« voici un veau à la sauce gribiche fort recommandable: Disposez des tranches de veau froid coupées très minces dans un plat long et garnissez chaque tranche avec un petit filet d’anchois roulé et quelques câpres et entourez les tranches de la sauce gribiche [ ] La sauce doit avoir la consistance d’une mayonnaise. On peut entourer les tranches de sauce au dernier moment et tenir la gribiche sur la glace jusqu’à l’heure d’être employée. »